# Наг чампа

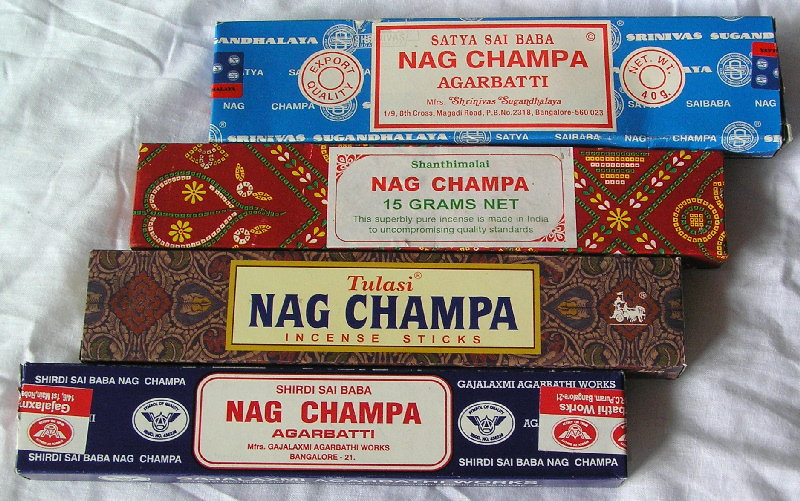
Різноманітні зразки пахощів наг чампа

Nag champa - комерційний аромат індійського походження. Виготовляється поєднанням сандалового дерева та чампака   або франжипані .  Коли використовується франжипані, аромат зазвичай називають просто шампа . 
Наг чампа зазвичай використовується в пахощах, милі, парфумерній олії, свічках і предметах особистої гігієни.  Це популярний і впізнаваний аромат.  

## Склад
Ряд видів квітів в Індії відомі як чампа або чампак : 
- Magnolia champaca, раніше класифікована як Michelia champaca (swarna champa або yellow champa)
- Plumeria rubra (франгіпані)
- Mesua ferrea (нагкешар або нагчампа)

З них Magnolia champaca здебільшого використовується для приготування аромату наг чампа,  , тоді як Plumeria або Mesua ferrea можуть використовуватися для ароматів, які називаються чампа та іноді наг чампа .  

Інгредієнти аромату Nag Champa відрізняються залежно від виробника, однак частіше за все це - сандалове дерево та магнолія , яка надає аромату трохи пікантності. Інші інгредієнти будуть залежати від готового продукту.
1. 1 2  Stephanie Rose Bird (2006). Four Seasons of Mojo: An Herbal Guide to Natural Living. Llewellyn Worldwide. с. 67. ISBN 9780738706283.
2. ↑  Margaret Ann Lembo (2006). The Essential Guide to Aromatherapy and Vibrational Healing. Llewellyn Worldwide. с. 41. ISBN 9780738747781.
3. ↑  Tomás Prower (1 Oct 2015). La Santa Muerte. Llewellyn Worldwide. с. 99. ISBN 9780738745510.
4. 1 2  Alaric Albertsson (8 Nov 2013). To Walk a Pagan Path. Llewellyn Worldwide. с. 232. ISBN 9780738739229.
5. ↑  Som Nath Mahindru (1992). Indian plant perfumes. Metropolitan. с. 107.
6. 1 2  Natural Scents. Nag Champa Ingredients.
7. 1 2  Robert Beer (1999). The Encyclopedia of Tibetan Symbols and Motifs. Serindia. с. 50. ISBN 9780906026489.
8. ↑  Stephanie Rose Bird (2006). Four Seasons of Mojo: An Herbal Guide to Natural Living. Llewellyn. с. 67. ISBN 978-0-7387-0628-3.
9. ↑  Tess Whitehurst (2013). The Magic of Flowers: A Guide to Their Metaphysical Uses & Properties. Llewellyn Worldwide. с. 295–. ISBN 978-0-7387-3194-0.